# U 102 (U-Boot, 1940)
U 102 war ein deutsches U-Boot vom Typ VII B, das im Zweiten Weltkrieg von der deutschen Kriegsmarine eingesetzt wurde.

## Geschichte
Der Auftrag für das Boot wurde am 15. Dezember 1937 an die Germaniawerft in Kiel vergeben. Die Kiellegung erfolgte am 22. Mai 1939, der Stapellauf am 21. März 1940, die Indienststellung unter Kapitänleutnant Harro von Klot-Heydenfeldt fand schließlich am 27. April 1940 statt.
Das Boot gehörte nach seiner Indienststellung am 27. April 1940 bis zum Juni 1940 als Ausbildungsboot zur 7. U-Flottille in Kiel. Nach seiner Ausbildungszeit gehörte es vom Juni 1940 bis zu seiner Versenkung am 1. Juli 1940 als Frontboot zur 7. U-Flottille in Kiel.

## Einsatzstatistik
Kommandant Harro von Klot-Heydenfeldt führte U 102 während seiner Dienstzeit auf eine Unternehmung, auf der er ein Schiff mit 5.219 BRT versenkte.

### Unternehmung
Das Boot lief am 22. Juni 1940 von Kiel aus und wurde am 1. Juli 1940 versenkt. Auf dieser zehn Tage dauernden Unternehmung in den Nordatlantik wurde vor Kap Finisterre ein Schiff mit 5.219 BRT versenkt.
- 1. Juli 1940: Versenkung des britischen Dampfers Clearton (Lage) mit 5.219 BRT. Der Dampfer wurde durch zwei Torpedos versenkt. Er hatte 7.320 t Futter-Getreide geladen und befand sich auf dem Weg von Rosario über Freetown nach Manchester. Das Schiff war ein Nachzügler des Konvois SL-36 mit 41 Schiffen. Es gab acht Tote und 26 Überlebende.

## Verbleib
Das Boot wurde am 1. Juli 1940 in der Biscaya beim Angriff auf den Konvoi SL-36 von dem britischen Zerstörer HMS Vansittart auf der Position 48° 33′ N, 10° 26′ W im Marine-Planquadrat BF 1791 durch Wasserbomben versenkt. Es war ein Totalverlust mit 43 Toten.